# سليمان السلمان
سليمان السلمان (ولد في 21 يوليو 1986 في الحمه) لاعب كرة قدم أردني. الذي يلعب حالياً في الدوري الأردني مع ناديه الأصلي نادي الرمثا الرياضي. كما سبق له الاحتراف في نادي الوحدة السعودي. كما يلعب في التشكيلة الأساسية لمنتخب الأردن. وموقعه في التشكيلة الظهير الأيمن للدفاع.

## روابط خارجية
- سليمان السلمان على موقع الاتحاد الدولي (مؤرشف)  (الإنجليزية)
- سليمان السلمان على موقع ناشيونال فوتبول تيمز (الإنجليزية)
- سليمان السلمان على موقع Soccerway.com (الإنجليزية)
- سليمان السلمان على موقع كووورة